# إدوارد كوكان
إدوارد كوكان (26 ديسمبر 1939) شغل منصب وزير خارجية سلوفاكيا في الفترة من 1998 إلى 2006. وكان مرشحا في الانتخابات الرئاسية التي جرت في 3 أبريل 2004، وعلى الرغم من أن استطلاعات الرأي السابقة للانتخابات اعتبرت أنه سيأتي الأول، فقد جاء في المرتبة الثالثة خلف رئيس الوزراء السابق فلاديمير ميتشيار وإيفان غاشباروفيتش.
انتخب عضوا في البرلمان الأوروبي (MEP) في عام 2009.
في عام 1999، تم تعيين كوكان مبعوثا خاصا للأمم المتحدة في كوسوفو من قبل الأمين العام للأمم المتحدة كوفي عنان، وهو دور قام به إلى جانب السويدي كارل بيلت.
تخرج كوكان من معهد موسكو الحكومي للعلاقات الدولية في عام 1964، حيث اكتسب دراية باللغة السواحلية. بعد التخرج حصل على الدكتوراه في القانون من كلية الحقوق في جامعة كارلوفا في براغ.

## روابط خارجية
- إدوارد كوكان على موقع مونزينجر (الألمانية)